# Ken Merrett
Ken Merrett (* um 1925; † 7. September 1986 in Burgess Hill) war ein englischer Tischtennisspieler, der 1948 an der Weltmeisterschaft teilnahm.
Ken Merrett ist nicht verwandt mit dem englischen Tischtennis-Nationalspieler Bryan Merrett.

## Werdegang
Mit 12 Jahren begann Ken Merrett mit dem Tischtennissport. 1939 wurde er Jugendmeister von Südengland. Sein internationales Debüt gab er nach dem Ende des Zweiten Weltkrieges beim 10:1-Sieg Englands gegen Irland. Insgesamt brachte er es auf vier Länderkämpfe, wobei er kein einziges Spiel verlor.
1948 nahm er an den Individualwettbewerben der Weltmeisterschaft in England teil, kam dabei aber nicht in die Nähe von Medaillenrängen.

## Privat
Ken Merrett war verheiratet. Er hatte noch einen älteren Bruder Cyril, der ebenfalls international in Erscheinung trat, aber im Zweiten Weltkrieg fiel.

## Turnierergebnisse
| Verband | Veranstaltung     | Jahr | Ort     | Land | Einzel | Doppel    | Mixed        | Team |
| ------- | ----------------- | ---- | ------- | ---- | ------ | --------- | ------------ | ---- |
| ENG     | Weltmeisterschaft | 1948 | Wembley | ENG  | Qual   | letzte 32 | keine Teiln. |      |